# Karlheinz Deschner
Pour les articles homonymes, voir Deschner.
Karl Heinrich Leopold Deschner (né le 23 mai 1924 à Bamberg en Allemagne, et mort le 8 avril 2014 à Haßfurt) est un chercheur et écrivain allemand qui a connu le succès en Europe du fait de ses critiques du christianisme en général et de l'Église catholique en particulier.
Connu pour de nombreux articles et livres sur le sujet, il atteint le point culminant de sa carrière avec L'Histoire Criminelle du Christianisme (Kriminalgeschichte des Christentums, en allemand), ouvrage découpé en 10 volumes, dont 9 ont été publiés jusqu'à présent.

## Biographie
Le père de Karl Deschner était un forestier de confession catholique à Bamberg, et sa mère, Margareta Karoline, née à Reischböck, était protestante, puis, plus tard, convertie au catholicisme.
Karlheinz Deschner publie, à l'âge adulte, des nouvelles, des critiques littéraires, des essais, des aphorismes, ainsi que des critiques historiques de la religion et de l'église catholique romaine. Depuis ses premières productions, il a donné plus de 2 000 conférences.
Ses ennuis commencent en 1971, quand il est appelé à comparaitre devant un tribunal de Nuremberg, accusé d'avoir « insulté l'Église ». Il fut acquitté, et l'affaire eut un certain écho, mais c'est seulement dans les années 1980 que les publications de Deschner commencent à être largement diffusées en Europe.
Ses travaux circulent alors en Espagne, Suisse, en Italie et en Pologne. Une version en norvégien est aussi publiée.
Deschner travaille alors sur une ambitieuse Histoire criminelle du christianisme, commencée dans les années 1970. Ses travaux sont effectués sans aucun soutien financier, à l'exception près de certains de ses amis ou lecteurs. Son ami Alfred Schwarz put célébrer la sortie du Volume 1 en septembre 1986, mais décède peu de temps après.
C'est alors l'industriel allemand Herbert Steffen qui continue le soutien financier des travaux de Deschner.

## Prix obtenus
À la suite de son livre L'Histoire Criminelle du Christianisme, il est cité pour plusieurs prix et oscars:
Deschner fut lauréat du Prix Arno Schmidt en 1988, succédant ainsi à Wolfgang Koeppen, Hans Wollschläger et Peter Rühmkorf. En juin 1993, comme Walter Jens, Dieter Hildebrandt, Gerhard Zwerenz et Robert Jungk auparavant, il remporte l'Alternative Büchner Prize puis, en juillet 1993, l'International Humanist Award.
En septembre 2001, il remporte le Prix Fischer, ainsi que le Prix Ludwig Feuerbach en novembre 2001.

## Travaux
Aucun des livres de Karlheinz Deschner n'a été traduit en anglais. Cette traduction des titres de l'allemand à l'anglais est extraite du site internet officiel de Karlheinz Deschner.
Nouvelles
- Night Surrounds My House (1956)
- Florence Without Sun (1958)

Critique des religions et de l'église catholique
- What Do You Think of Christianity? (1957)
- The Cock Crowed Once Again (1962)
- With God and the Fascists (1965)
- Images of Jesus from a Theological Perspective (1966)
- The Century of Barbarism (1966)
- Church and Fascism (1968)
- Christianity in the View of Its Opponents, Volume 1 (1969)
- Why I Left the Church (1970)
- Church and War (1970)
- The Manipulated Faith (1971)
- Christianity in the View of Its Opponents (1971)
- On the Cross of the Church (1974)
- Church of the Unholy (1974)
- Why I Am a Christian/Atheist/Agnostic (1977)
- A Pope Travels to the Scene of the Crime (1981)
- A Century of Sacred History, Vol. 1 (1982)
- A Century of Sacred History, Vol. 2 (1983)
- The Offended Church (1986)
- The Criminal History of Christianity, Vol. 1 (1986)
- Opus Diaboli (1987)
- The Criminal History of Christianity, Vol. 2 (1988)
- What I Believe In (1990)
- The Criminal History of Christianity, Vol. 3 1990)
- The Politics of the Papacy in the 20th Century (1991)
- The Anti-Catechism (1991)
- God's Representatives (1994)
- The Criminal History of Christianity, Vol. 4 (1994)
- World War of the Religions: the Eternal Crusade in the Balkans (1995)
- The Criminal History of Christianity, Vol. 5 (1997)
- Nobody on Top (1997)
- The Criminal History of Christianity, Vol. 6 (1999)
- Between Subjection and Damnation. Robert Mächler (1999)
- Memento (1999)
- The Criminal History of Christianity, Vol. 7 (2002)
- The Criminal History of Christianity, Vol. 8 (2004)
- The Criminal History of Christianity, Vol. 9 (2008)
- The Criminal History of Christianity, Vol. 10 (?)

Critiques littéraires
- Kitsch, Convention and Art (1957)
- Talents, Poets, Dilettantes (1964)

Critiques sociales
- Who Is Teaching in German Universities? (1968)
- The Moloch: A Critical History of the U.S.A. (1992)
- What I Think (1994)
- For a Bite of Meat (1998)

Aphorismes
- Only the Living Swims Against the Current (1985)
- Offences (1994)

Autres
- Dreams of Sleeping Beauty and Stench from the Stall (1989)
- The Rhön Region (1998)